# Peter Taylor (Filmeditor)
Peter John Brough Taylor (* 28. Februar 1922 in Portsmouth, Hampshire, England; † 17. Dezember 1997 in Rom) war ein britischer Filmeditor, der 1958 den Oscar für den besten Schnitt gewann.

## Leben
Taylor begann seine Laufbahn in der Filmwirtschaft als Schnittassistent bei dem Kriegsfilm In Which We Serve (1942) und wirkte bis 1991 am Schnitt von mehr als vierzig Film- und Fernsehproduktionen mit. Er arbeitete dabei eng mit David Lean zusammen.
Bei der Oscarverleihung 1958 gewann er den Oscar für den besten Schnitt für Die Brücke am Kwai (1957) von David Lean mit Alec Guinness, William Holden und Jack Hawkins in den Hauptrollen.
Taylor war zwei Mal verheiratet, er hatte insgesamt sechs Kinder. Seine zweite Frau war Italierin, Taylor ließ sich im Zuge dessen in Italien nieder.

## Filmografie (Auswahl)
- 1950: Achtung! Kairo… Opiumschmuggler (Cairo Road)
- 1954: Herr im Haus bin ich (Hobson’s Choice)
- 1955: Traum meines Lebens (Summertime)
- 1955: Portrait Of Alison
- 1956: Der Mann, den es nie gab (The Man Who Never Was)
- 1957: Die Brücke am Kwai (The Bridge on the River Kwai)
- 1961: Das Geheimnis der gelben Narzissen (The Devil's Daffodil)
- 1961: Gebrandmarkt (The Mark)
- 1963: Lockender Lorbeer (This Sporting Life)
- 1964: One Way Pendulum
- 1966: Judith
- 1967: Der Widerspenstigen Zähmung (The Taming of the Shrew)
- 1968: Schlacht um Anzio (Lo sbarco di Anzio)
- 1969: Monte Carlo Rallye (Monte Carlo or Bust!)
- 1973: Emmerdale Farm – (Fernsehserie, 46 Folgen)
- 1976: Nina – Nur eine Frage der Zeit (A Matter of Time)
- 1978: The Sandbaggers – (Fernsehserie, 3 Folgen)
- 1979: ITV Playhouse – (Fernsehserie, 1 Folge)
- 1981: Inchon
- 1982: La Traviata
- 1986: Otello
- 1991: The Darling Buds of May – (Fernsehserie, 2 Folgen)
- 1991: Becoming Colette

## Auszeichnungen
- 1958: Oscar für den besten Schnitt